# Senza confine
Senza confine è un singolo della cantante italiana Giorgia, pubblicato il 5 maggio 2023, terzo estratto dall'undicesimo album in studio Blu.

## Descrizione
Il brano è stato scritto originariamente da Elisa per Giorgia dopo un incontro tra le due artiste e amiche in cui hanno parlato del cambiamento climatico e dell'immigrazione in Italia. In un'intervista rilasciata a Rockol Giorgia ha parlato del significato del brano e del rapporto con Elisa:
Il brano è stato poi prodotto da Big Fish e Rhade, con la scittura di alcune parti da parte della stessa Giorgia con Dario Faini,Alberto Bianco e Vanni Casagrande. In un'intervista a IO Donna Giorgia ha affermato di aver apportato cambiamenti al testo nella parte terminale del brano: «il mio apporto a Senza confine si limita ai versi finali, con l’elenco delle divinità connesse alla natura. Che guardacaso, in qualsiasi tradizione culturale, sono femmine: da Gea a Mamy Wata, da Demetra ad Ashanti, da Nana Buruku a Nemaya e Maliya».

## Video musicale
Il video, diretto dal compagno della cantante Emanuel Lo, è stato pubblicato il 22 maggio 2023 sul canale YouTube della cantante.

## Tracce
Testi e musiche di Alberto Bianco, Vanni Casagrande, Elisa Toffoli, Dario Faini, Giorgia Todrani, Mario Marco Gianclaudio Fracchiolla.
1. Senza confine – 2:46